# Charles-Albert Lehalle
Charles-Albert Lehalle est un chercheur en mathématiques appliquées né le 19 avril 1970 à Boulogne-Billancourt.
Il est Quantitative R&D Lead à Abu Dhabi Investment Authority.
Ses domaines d'expertise sont les mathématiques financières (et particulièrement l'étude de la Microstructure de marché) et l'apprentissage statistique.

## Biographie et travaux
Charles-Albert Lehalle a fait sa thèse de doctorat sur le contrôle et l'apprentissage statistique sous la direction de Robert Azencott à l'Ecole Normale Supérieure de Cachan.
Après avoir travaillé à la Direction de la Recherche de Renault sur le contrôle de la combustion des moteurs et mis en œuvre plusieurs projets d'apprentissage automatique, il rejoint Miriad Technologies en 1998, une société éditrice de logiciels d'intelligence artificielle fondée par Robert Azencott. Il rejoint par la suite Exane BNP Paribas où il met en place les premiers algorithmes de trading automatiques en Europe. Moins de deux ans plus tard, il devient responsable de la recherche quantitative à Crédit Agricole Cheuvreux, où il dirige une équipe d'analystes quantitatifs et de chercheurs chargés de la mise en œuvre de l'automatisation du trading.
En parallèle, il développe une expertise académique sur l'application du contrôle optimal stochastique au trading et sur la microstructure de marché.
Lors du rapprochement entre les départements Global Equity Derivatives et de courtage de CAcib, il prend en charge la direction de tous les projets de cette banque d'investissement touchant à la liquidité sur les marchés actions et dérives. De 2013 à 2021, il a occupé successivement les postes de Senior Research Manager, Senior Research Advisor puis Head of Data Analytics à Capital Fund Management. Pendant cette période, il a mis en place un partenariat entre CFM et des laboratoires de l'université Columbia à New York, ce qui l'a amené à faire partie du Conseil pour la Recherche en Economie (Program for Economic Research at Columbia University) de 2019 à 2021. Depuis avril 2021, il est Quantitative R&D Lead à Abu Dhabi Investment Authority.
En raison de son expertise sur le sujet de la liquidité de marché et de la microstructure, il est consulté par de nombreuses institutions,.
Il a fait partie du Conseil scientifique de l'AMF et a fait partie du Groupe de Travail sur l'Innovation Financière du régulateur Européen.
Il préside le groupe d'expertise sur les indices d'Euronext depuis 2016.
En 2016, il reçoit avec Olivier Guéant le Prix IEF-FBF du meilleur article en finance pour leur article General Intensity Shapes in Optimal Liquidation, et obtient son habilitation à diriger les recherches intitulée Mathematical Models to Study and Control the Price Formation Process.
Il fait partie du Directoire Scientifique de l'Institut Louis Bachelier depuis 2015, et a y été responsable to programme transverse "Finance and Insurance Reloaded" (FaIR) de 2019 à 2021.

## Enseignement
Charles-Albert Lehalle enseigne le Trading optimal au Master 2 Probabilités et Finance (fondé par Nicole El Karoui) de l'Université Pierre-et-Marie-Curie et l'école polytechnique. Il est responsable du cours Acteurs et stratégies sur les marchés financiers à l'Université Paris-Dauphine, commun aux Master MASEF et Master 104.
Il intervient régulièrement au séminaire de mathématiques appliqué de l'Université de Stanford ainsi qu'au master d'ingénierie financière de l'Université de Berkeley.
Il a dirigé ou co-dirigé plusieurs thèses de mathématiques appliquées en trading optimal. Dans le cadre d'un partenariat entre CFM et Imperial College London, il a été Visiting Researcher au sein de département de mathématiques financier d'Imperial College de 2017 à 2021.

## Thèmes de recherche
Ses travaux académiques portent tout d'abord sur les réseaux de neurones et l'apprentissage statistique, puis sur le contrôle optimal du Trading, et enfin sur la microstructure des marchés.
- C'est essentiellement dans le cadre de sa thèse de doctorat, puis de collaborations avec Robert Azencott, que C.-A. Lehalle publie sur les méthodes d'apprentissage statistique et sur les réseaux de neurones artificiels.
- Dans un second temps, ses travaux concernent surtout l'optimisation du processus de négociation pendant un jeu d'enchères. Ce sont des articles essentiellement théoriques exposant comment trouver un équilibre entre le market impact (influence de la négociation sur les prix des enchères) et le risque d'un changement de prix dû à une cause exogène.
- Ayant accès à des bases de données d'institutions financières ; il les utilise pour documenter divers aspects de la microstructure (comme le market impact ou le trading haute fréquence).

La plupart de ses travaux sont orientés vers des applications, que ce soit pour un utilisateur isolé au milieu d'un bruit de fond aléatoire, ou bien dans le cadre de la théorie des jeux, et particulièrement les Jeux à champ moyen,,.
Charles-Albert Lehalle publie par ailleurs des articles de vulgarisation technique, comme : L'apport de la statistique à la recherche expérimentale dans l'industrie et les marchés financiers dans Le Courrier des Statistiques ; à la suite de son engagement à l'Institut Louis Bachelier, il publie des articles universitaires traitant de l'impact des nouvelles technologies sur l'organisation des marchés financiers, comme "La finance de marché à l’ère de l’intelligence bon marché" (la Revue d'Economie Financière, 2019).

## Livres et conférences
De 2008 à 2009, il est le principal auteur avec Romain Burgot, Matthieu Lasnier et Stéphanie Pelin de la série de publications Navigating Liquidity éditée par Crédit Agricole Cheuvreux, destinée à la vulgarisation et à l'explication des conséquences de la Directive MIF 1 en Europe.
- Chapitre Market Microstructure Knowledge Needed for Controlling an Intra-Day Trading Process du Handbook on systemic risk[21].
- Éditeur de Market Microstructure: Confronting many viewpoints, ouvrage publié à la suite de la première édition de la conférence éponyme organisée tous les deux ans à Paris[22].
- Éditeur et auteur du livre Market Microstructure in Practice, avec Sophie Laruelle, 1re édition en 2013[23], 2e édition en 2018[24].

## Autres activités

### Jeux de rôles et de simulation
Charles-Albert Lehalle a fait partie de la première génération de joueurs de jeux de rôles et de simulation en France. Il s'est fortement impliqué dans leur développement pendant les années 1990. Il a d'ailleurs fait partie du comité de rédaction de Chroniques d'Outre Monde, un des magazines emblématiques de cette période.

### Mouvement des Junior-Entreprises
Au début des années 1990, Charles-Albert Lehalle s'implique dans le mouvement associatif des Junior-Entreprises. Après avoir reçu une mention spéciale du "prix d'excellence" de ce mouvement associatif, il contribue à la création d'un "Comité Sénior" ayant pour but d'accompagner les jeunes associations de ce type et dote la Confédération nationale des Junior-Entreprises d'un code de déontologie. Il en est ensuite le secrétaire général pour l'année 1993.

### Programmation Littéraire
Charles-Albert Lehalle est l'auteur de plusieurs outils de programmation littéraire, dont Ocamaweb, écrit en Ocaml.